# توماس قاولد
توماس قاولد (26 سبتمبر 1863 في المملكة المتحدة - 30 مارس 1948 في المملكة المتحدة)  (بالإنجليزية: Thomas Gould)‏ هو لاعب كريكت بريطاني (وحمل سابقاً جنسية المملكة المتحدة لبريطانيا العظمى وأيرلندا). لعب مع نادي مقاطعة ديربيشاير للكريكت ‏.